# Жегоцкий, Кшиштоф
Кшиштоф Жегоцкий (1618, Ростажево — 11 августа 1673, Госцешин) — военный и государственный деятель Речи Посполитой, староста бабимостский (1645) и конинский (1660), маршалок Коронного Трибунала (1660), воевода иновроцлавский (1666—1669), епископ хелмский (1670—1673). Один из первых активных лидеров польских партизан во время Шведского потопа. Первоначально он нападал на шведских оккупантов из базы, расположенной в Силезии, а затем присоединился к дивизии Стефана Чарнецкого. После окончания войны он начал свою парламентскую карьеру, а в 1669 году был рукоположен в священники и в январе 1670 года был назначен епископом хелмским.

## Биография
Представитель польского шляхетского рода Жегоцких герба «Ястржембец». Родился в 1618 году в Ростажево, сын сенатора Мартина Жегоцкого, каштеляна пшементского. Окончил, предположительно, иезуитский колледж или Академию Любранского. Он был студентом на богословском факультете Краковской академии. В 1638 или 1639 году он женился на Эльжбете Линтерманс, от брака с которой у него было трое детей. После ее смерти в 1645 году вторично женился на Ядвиге Збиевской, получив в приданое за женой староство Бабимостское. У них было два сына. У него был сын, Франтишек Жегоцкий, староста бабимостский, был женат на Кристине Понинской.
Кшиштоф Жегоцкий участвовал в битвах против восставших украинских казаков и крымских татар. С 1652 года — ротмистр королевский. В период, когда он являлся старостой бабимостским, в 1655 году начался «Шведский потоп» (война между Швецией и Речью Посполитой). Шведы репрессировали польских крестьян и ремесленников, и особенно католическое духовенство. После капитуляции великопольского ополчения под Уйсце (1655) Кшиштоф Жегоцкий бежал в Зелёна-Гуру, и вскоре принял на себя командование одними из партизанских отрядов, которые были организованы в Великой Польше воеводой подляшским Яном Петром Опалинским. Он был организатором и командиром партизанского отряда, действовавшего с 1655 по 1659 год в окрестностях Бабимоста против шведских войск. Первоначально он руководил партизанами из села Забур, расположенного в окрестностях Зелёны-Гуры. 4 октября 1655 года Кшиштоф Жегоцкий захватил у шведов город Косьцян, затем разбил отряд ландграфа Фридриха Гессенского, родственника шведского короля Карла Густава, и отступил в Силезию.
В награду за успешные партизанские действия польский король Ян Казимир Ваза пожаловал Кшиштофу Жегоцкому чин полковника. 16 ноября он получил приказ выступить за помощь Ясногорскому монастырю, осажденному шведами. В конце декабря 1655 года Жегоцкий двинулся в направлении на Ясна-Гуру. По мнению ряда исследователей, угроза нападения со стороны Жегоцкого вынудила шведов прекратить осады Ясногорского монастыря. После возвращения из Силезии Жегоцкий действовал под Живцом, Краковом, Черным Острувом, Велюня, Петркувом и Магеровом. Летом 1656 года Кшиштоф Жегоцкий появился в окрестностях Познани, лишив шведский гарнизон в городе на несколько месяцев доставки продовольствия. В дальнейшем он участвовал в военных операциях в Бранденбурге и датской экспедиции. В конце 1658 года он вернулся на родину, завершив своё участие в войне.
В это время Кшиштоф Жегоцкий начал политическую деятельность. В 1657 году он был назначен хорунжим Познанского воеводства, а в 1658 году был избран маршалком сеймика в Сьроде-Великопольской, где был избран послом на вальный сейм. В 1659 году К. Жегоцкий полкчил должность подкомория калишского после Кшиштофа Гжимултовского. Затем он участвовал в боях в Галиции и Подолии, а также принимал участие в экспедиции Стефана Чарнецкого в Ноймарк (Новую Марку), а осенью 1657 года в Померанию. В 1660 году Жегоцкий получил от польского короля должности подкомория калишского и старосты конинского. В том же время он был избран маршалком Коронного Трибунала в Петркуве. В 1661 году Кшиштоф Жегоцкий был назначен комиссаром по определению границ с Силезией и Померанией. В 1662 году он был членом комиссии по урегулирования долгов коронной армии. Он выступал против принципа Vivente rege. Вероятно, он принимал участие в восстании (рокоше) Ежи Себастьяна Любомирского против королевской власти. В 1666 году Ян Казимир Ваза пожаловал Кшитофу Жегоцкому должность воеводы иновроцлавского, за что шляхта Куявии подвергла короля критике.
После смерти своей жены (1667/1668) Кшиштоф Жегоцкий был рукоположен в сан священника. Он быстро поднялся пор церковной иерархии, уже в 1669 году был назначен епископом хелмским (1670—1673). Незадолго до своей смерти, он получил чан епископа Куявского. Был сторонником Михаил Корибут Вишневецкий|Михаила Корибута-Вишневецкого и одним из организаторов Голомбской конфедерации в 1672 году. В 1673 году он защищал короля на сейме и был назначен депутатом от сената в королевский военный совет. Незадолго до своей смерти, он был назначен епископом Куявским, но вскоре после своего назначения он умер при загадочных обстоятельствах в августе, находясь в Госцешине, где он был похоронен.
Патрон гимназий в Ростажево, Кемблово и Бабимосте.